# 저속 촬영

펠라르고늄이 피는 모습.

저속 촬영(低速撮影), 저속도 촬영(低速度撮影), 또는 타임 랩스 촬영(time-lapse photography)은 필름 프레임의 캡처 주기를 연속된 프레임의 주기보다 훨씬 더 낮춰 촬영하는 기법이다. 일반 속도로 플레이할 때 시간은 더 빠르게 이동하는 것처럼 보인다. 이를테면 매 초마다 화면 이미지를 캡처한 다음 초당 30프레임으로 재생하면 그 결과는 30배 속도로 증가된 것이다. 비슷한 방식으로 필름을 캡처한 것 보다 훨씬 더 낮은 속도로 재생하여 빠른 움직임을 느리게 만들 수 있는데 이를 슬로 모션 또는 고속 촬영이라 부른다.

## 저속 촬영의 동작 원리
영화는 초당 24프레임으로 투사되는데, 이는 1초마다 화면에 24개의 이미지가 표시됨을 뜻한다. 일반적인 환경에서 필름 카메라는 초당 24프레임으로 이미지를 녹화한다.
필름 카메라가 더 낮은 속도로 녹화되더라도 초당 24프레임으로 투사될 것이다. 그러므로 화면 상의 이미지는 더 빠르게 움직이는 것처럼 보인다.
화면 상 이미지의 속도의 변화는 투사 속도를 카메라 속도로 나눔으로써 계산할 수 있다.
{\displaystyle \mathrm {perceived\ speed} ={\frac {\mathrm {projection\ frame\ rate} }{\mathrm {camera\ frame\ rate} }}\times \mathrm {actual\ speed} }

## 참고 문헌
- ICP Library of Photographers. Roman Vishniac. Grossman Publishers, New York. 1974.
- Roman Vishniac. Current Biography (1967).
- My Ivory Cellar John Ott. (1958)
- "Health and Light" John Ott. (1979)
- Exploring the Spectrum John Ott. (1973, 2008) DVD-film version available since 2008.